# Вайнинг (город, Миннесота)
Вайнинг (англ. Vining) — город в округе Оттер-Тейл, штат Миннесота, США. На площади 3,4 км² (3,3 км² — суша, 0,1 км² — вода), согласно переписи 2002 года, проживают 68 человек. Плотность населения составляет 20,7 чел./км².
- Телефонный код города — 218
- Почтовый индекс — 56588
- FIPS-код города — 27-67216[1]
- GNIS-идентификатор — 0653669[2]